# Campeonato Paraense de Futebol de 1987
O Campeonato Paraense de Futebol de 1987 foi a 75.ª edição da divisão principal do campeonato estadual do Pará. O campeão foi o Paysandu que conquistou seu 35.º título na história da competição. O Remo foi o vice-campeão. O artilheiro do campeonato foi Cabinho, jogador do Paysandu, com 24 gols marcados.

## Participantes
| Equipe          | Cidade               | Títulos (mais recente) | Part. |
| --------------- | -------------------- | ---------------------- | ----- |
| Independente-PA | Belém                | 0 (não possui)         | 1ª    |
| Izabelense      | Santa Izabel do Pará | 0 (não possui)         | 8     |
| Paysandu        | Belém                | 34 (1985)              | 71    |
| Pinheirense     | Belém                | 0 (não possui)         | 11    |
| Remo            | Belém                | 29 (1986)              | 71    |
| Santa Rosa      | Belém                | 0 (não possui)         | 5     |
| Sport Belém     | Belém                | 0 (não possui)         | 20    |
| Tiradentes-PA   | Belém                | 0 (não possui)         | 14    |
| Tuna Luso       | Belém                | 9 (1983)               | 53    |
| Yamada          | Belém                | 0 (não possui)         | 3     |

## Premiação
| Campeonato Paraense de 1987   |
| Belém                         |
| ----------------------------- |
| Paysandu Campeão (35º título) |